# ʿUlamā'
ʿUlamā' , deutsch Ulama oder Ulema (arabisch علماء, DMG ʿulamāʾ, Mehrzahl von عَالِم, DMG ʿālim ‚Gelehrter‘), heißen die Religionsgelehrten des Islam. Ihre Organisation und ihr Einfluss variieren in den unterschiedlichen islamischen Gemeinschaften. Am stärksten ist sie im schiitischen Islam der Islamischen Republik Iran, wo ihre Rolle mit der iranischen Verfassung institutionalisiert wurde. In den meisten Ländern sind sie die lokalen Autoritäten, die über die korrekte Interpretation der islamischen Glaubenslehre entscheiden.

## Die Rolle der Ulama in der Geschichte
In der Geschichte bildeten die ʿUlama'  im gesamten Islam einen regelrechten Stand der Gottes- und Rechtsgelehrten, der über eine Ausbildung in den Traditionswissenschaften des Islam verfügte.S. 224S. 391 Jahrhundertelang gestalteten die ʿUlama'  teils gemeinsam mit, teils in Gegnerschaft zu den Sufis das Recht und die Mystik als Hauptgestaltungskräfte des Islam.S. 33, 39
Dem religiösen Ideal nach sollte der Kalif oder sein Repräsentant die Vorschriften der Scharia getreu der Auslegung der ʿUlama'  umsetzen, die Gelehrten dagegen hatten ihr Wissen – ungebunden an den Herrscher – geltend zu machen, gemäß dem häufig zitierten Hadith: „Der nichtswürdigste unter den Gelehrten ist der, der Fürsten Besuche abstattet und der würdigste aller Fürsten ist jener, der die Gelehrten aufsucht.“S. 39 In der Praxis gingen die Herrscher allerdings angesichts der realen Umstände häufig von der Scharia abweichend vor und versuchten, sich der Unterstützung der ʿUlama'  zu versichern, indem sie diese durch staatliche Positionen und Vergabe von Ländereien an sich zu binden trachteten.S. 39

### Die frühislamischen Ulama
Die in der frühislamischen Zeit den Koran rezitierenden und den Hadith auswendig beherrschenden Glaubenskundigen bildeten den frühesten Ursprung der Ulama.S. 33

### Die Ulama unter dem Kalifat der Abbasiden
Nachdem unter den Abbasiden aus dem Koran und dem Hadith das islamische Gesetz, die Scharia, erstellt worden war, wurde die Hauptaufgabe der Ulama die Pflege der Anwendung der Scharia und die Lehrtätigkeit zur Ausbildung des Nachwuchses.S. 33

### Die Ulama vom 11. Jahrhundert bis zum 16. Jahrhundert
Im 11. Jahrhundert versuchten die säkularen Potentaten, die religiösen Institutionen unter ihren Einfluss zu stellen. Es entstanden nahezu im gesamten islamischen Einflussbereich Madrasen (Medresen), offizielle Rechtsschulen, an denen die Ulama – ebenso wie in ihren eigenen Häusern und auf dem Gelände von Moscheen und Schreinen – unterrichteten.S. 33
Im 12. und 13. Jahrhundert stand den Ulama, mittlerweile ein mehr oder minder hochqualifizierter Berufsstand, eine große Menge an staatlichen Stellen offen; und trotz aller Statusunterschiede in den verschiedenen islamisierten Ländern war ihr Stand etwa um 1500 inzwischen überall geachtet und einflussreich.S. 33 Sie erhoben in ihren Predigten moralische Ansprüche an die Menschen und unterrichteten in ihren Schulen Moslems aller Altersklassen in den islamischen Traditionswissenschaften.S. 33 Ihre zentrale Funktion blieb die orthodoxe Exegese der Scharia sowie in ihrer Rolle als Kadis die staatlich beauftragte Anwendung der Gesetze und als Muftis die Erstellung rechtlicher Erläuterungen und unentgeltlicher Rechtsgutachten (Fatwas).S. 33 Meist lebten sie allerdings neben den Bezügen durch Stiftungsgelder der Gläubigen auch vom Erlös eigener handwerklicher Betriebe oder Handelsunternehmen und verwalteten auch die Moscheen, Schulen, Hospitäler und Waisenhäuser.S. 33  Einige erhielten auch staatliche Ländereien oder Gehälter.S. 33

#### Form und Inhalt des pädagogischen Systems der Ulama
Für die Ulama galten der Koran und das Vermächtnis Mohammeds als höchster und endgültiger Maßstab für die Menschen bis zum „jüngsten Gericht“ am religiös vermuteten Tag der Auferstehung (yaum al-qiyama).S. 34 Dementsprechend jenseitsfokussiert und um Heilssicherung bemüht war der pädagogische Ansatz der Ulama tendenziell konservativ und konzentrierte sich auf die unverfälschte Tradierung des Korans und seiner traditionellen Auslegung.S. 34 Bei der Ausbildung des Alim stand daher im Vordergrund, dass dieser systematisch und mechanisch wortgetreu vorgefertigte Traktate erlernte ohne Rücksicht darauf, ob er deren Inhalt und Bedeutung verstand.S. 34 Unterstützt wurde dieses Verfahren durch die ästhetisch ausgeformte Formulierung vieler Lerntexte etwa in Reimen, wodurch ein rezitatives Erlernen erleichtert wurde.S. 34 Die klassischen Texte sollten durch die Ulama nicht verändert werden, konnten aber durch zunehmende Überlagerungen von Annotationen der Gelehrten aufgewertet, jedoch auch unkenntlich gemacht werden.S. 34 Allmählich hatten sich um 1500 für die Ausbildung in den unterschiedlichen Disziplinen bestimmte Standardlehrbücher durchgesetzt, die im gesamten Islam Verbreitung fanden.S. 34 Hatte ein Schüler die Unterrichtung eines bestimmten Buchstoffes absolviert, so wurde ihm von seinem Lehrer eine Art „Diplom“, die Lehrbefugnis (Idschāza) ausgefertigt, welches ihm gestattete, den betreffenden Stoff künftig selbst zu lehren.S. 34, 224 In diesem Zertifikat wurde auch belegt, durch welche vollständige Kette von Lehrern die Kenntnis vom Verfasser des Buches und ersten Lehrer bis auf den aktuellen Träger übermittelt wurde.S. 34, 224 Nicht so sehr die Schule und Disziplin, sondern das jeweilige Buch und deren Lehrer begründeten die Identifikation und Loyalität des Schülers und machten ihn zu einem wertvollen Träger einer ununterbrochenen islamischen Wissens- und Wertevermittlung, gemäß den Worten eines pädagogischen Leitfadens aus dem 13. Jahrhundert: „Sei dir bewußt, daß (dein) Lehrer der Urheber deiner Seele ist, die Wurzel ihrer Schöpfung und der Kern ihres Lebens; er ist deinem Vater vergleichbar, der der Erzeuger deines Körpers und deiner Existenz ist.“S. 34 Ein komplexes Netz von Schüler-Lehrer-Beziehungen verband als Resultat die islamische „Ökumene“ oder Weltgemeinde (Umma) und war Grundlage der islamischen Gelehrsamkeit.S. 34
Deren Unterrichtsinhalte waren im Wesentlichen die Koranexegetik, das Studium der arabischen Grammatik und Literatur, der Hadithe, des Islamischen Rechts (Fiqh) und der Rechtsprechung und der Theologie, welche letztere jedoch oft wegen ihrer Verfänglichkeit für gläubige Moslems ausgelassen wurde.S. 33 ff. In geringerem Umfang kamen auch Mathematik und Medizin oder ausgewählte Schriften des Sufismus auf den Lehrplan, wohingegen aber Philosophie und eigentliche Naturwissenschaften vom Lernstoff der Ulama und in den Medresen ausgeschlossen wurden, obwohl der Islam den Europäern in diesen Disziplinen noch voraus war.S. 34

### Die Ulama in den zentralislamischen Reichen des 16. und 17. Jahrhunderts
Im 16. Jahrhundert traten vor allem die drei muslimischen Reiche der Safawiden, der Moguln und der Osmanen hervor, welche die Stammesbünde, Sultanate und schwachen Dynastien der islamischen Kernländer unter ihre zentralistische Kontrolle stellten.S. 44 Der Zuwachs der Machtkonzentration dieser einzelnen Reiche, die in gewissem Maße die Weltreichsidee der Mongolen in Form des sogenannten „Militär-Patronats-Staates“ fortführten, gefährdete bald den kosmopolitischen Aufbau der islamischen Welt.S. 44

#### Die Ulama im Safawiden-Reich
Aus sufischen Scheichs in Iran bzw. Persien hervorgegangen, hatte Schah Safi Al Din den Orden der Safawiden gegründet, dessen Anhängerschaft rasch wuchs.S. 45 Die safawidische Soldatenelite wurde wegen ihrer auf die 12 schiitischen Imame verweisenden zwölfzipfeligen, roten Turbane Qizilbasch (türk. Kızılbaş = „Rotkopf“) genannt und hatte dem jungen Schah Ismail I. zur Eroberung weiter Gebiete verholfen, war aber auch zur internen Bedrohung der Schahs herangewachsen,S. 45 bis sie unter Schah Abbas dem Großen durch kriegsgefangene Kaukasier als Truppen und aus Ämtern ersetzt worden waren.S. 46
Ismail I. führte 1501 die Zwölfer-Schia (DMG šīʿa iṯnā ʿašarīya) als Staatsreligion  ein.S. 46 Der Schiismus war ursprünglich als Oppositionsbewegung gegen die ersten Kalifen entstanden und diente als Legitimation für die Nachkommen von Mohammeds Neffen und Schwiegersohn Ali als rechtmäßige Nachfolger des Propheten.S. 46 Denn die Schiiten propagierten den Glauben, dass neben einer allgemein verständlichen Koranexegese eine geheime Exegese existiere, die Mohammed nur Ali als seinem Erben und als Imam oder Führer der Gemeinschaft zur Fortführung der Tradierung überliefert habe.S. 46 Die Linie der Imame (nach der Zwölfer-Schia zwölf an der Zahl) erfuhr schließlich übermenschliche Überhöhung als Inkarnationen des „Lichtes“, welches durch die Propheten von Adam auf sie übertragen sei und sie „unfehlbar“ und frei von Sünde mache.S. 46 Daraus folgte für die Schiiten im Gegensatz zu den orthodoxen Sunniten, dass die religiöse Autorität nicht im Konsens der Gemeinschaft, sondern in der Hand der „unfehlbaren“ Imame liege, die neben Gott und dem Propheten zu verehren seien.S. 47 Als Inkarnationen der Propheten aber galten nun Ismail I. und seine Erben, und die königliche Familie stützte ihre Legitimierung zusätzlich auf die vorgetäuschte Abstammung vom siebten Imam, Mūsā al-Kāzim.S. 47 Ismail I. ließ sich als vollkommener Sufi-Lehrmeister von den die wichtigsten Staatsämter bekleidenden Kysylbasch-Schülern verehren und zwang die Ulama und das Volk mit Gewalt zum Schiismus.S. 47 Sunnitische Ulama, die sich dem widersetzten, mussten fliehen, um dem Tod zu entgehen.S. 47 1514 erschütterte die Niederlage gegen die Osmanen die Loyalität der Kysylbasch zu ihrem Schah und etwa zur selben Zeit begann das theokratische Wesen des Staates durch Trennung der religiösen und politischen Gewalt aufzuweichen, wodurch das Verhältnis von Ulama zum Staat sich in den folgenden zwei Jahrhunderten wandelte:S. 45, 47 Zu Beginn der Safawiden-Herrschaft stand die Ulama ganz im Dienst der staatlichen Machtausübung, zumal aufgrund des Mangels an schiitischen Ulama in Iran solche aus Syrien oder Bahrein gerufen werden mussten, die somit in ihrem Vermögen und in ihrer Position vom Staat abhängig waren.S. 47, 49 Unter Schah Abbas begannen die Ulama jedoch die Gottesgnadentum-Doktrin – der Schah sei der „Schatten Gottes“ (zillullah) – öffentlich anzugreifen, indem Mulla Ahmad Ardabili Abbas vortrug, der Schah verwalte nur die Macht für den Imam und es liege in der Entscheidung der Ulama, diese Treuhänderschaft anzuerkennen oder nicht.S. 49, 112 Unter den Nachfolgern Abbas verschärften die Ulama schließlich den Angriff auf die Legitimität der königlichen Herrschaft und erklärten, als berechtigter Vertreter des Zwölften Imam käme einzig ein Mudschtahid in Frage.S. 47, 49, 112, 224 Als Mudschtahid hatten die Ulama das Recht, mittels ihrer die Grenzen der Scharia nicht überschreitenden „Bemühung“ (Idschtihad) verbindliche Regeln festzustellen.S. 224 Schließlich konnten die materiell immer unabhängiger gewordenen Ulama unter Sultan Hussain durch ihren führenden Mudschtahid Mohammed Bakir Madschlisi die Regierung lenken, die Reste der safawidischen Sufi-Ordnung tilgen und den orthodoxen Schiismus weitgehend durchsetzen.S. 112 Wie die Safawiden das Fundament für den heutigen Staat Iran legten und den Glauben einer Minorität im Staatsvolk verankerten, so erreichten die Ulama, dass die Legitimität seiner künftigen Regierungen von der Unterstützung durch die Mudschtahid abhängig wurde.S. 49

#### Die Ulama im Mogulreich
Babur, in der väterlichen Linie Nachfahre von Timur Lenk und in der mütterlichen von Dschingis Khan, hatte vergeblich versucht, Samarkand zurückzugewinnen, um das Reich seiner Ahnen zu erneuern.S. 58  Stattdessen dehnte er das von ihm gegründete Mogulreich nun – im Gegensatz zu den Verhältnissen im Safawidenreich – mehrheitlich auf Territorien nichtislamischen Glaubens aus, auf die hinduistischen Staaten des indischen Subkontinents.S. 58 Unter seinem Enkel Akbar I. hatte sich bereits eine militärisch anmutende, zentralistische und effiziente Staatsverwaltung etabliert,S. 58 deren überwiegend aus Ausländern und häufig aus Nichtmuslimen rekrutierte Beamtenschaft der Mansabdare im Sold des Kaisers stand.S. 58, 115, 224 Akbar, angewiesen auf die Unterstützung seiner hinduistischen Militärs und Beamten, schaffte die der Scharia nach vorgesehene Kopfsteuer für „Ungläubige“ (Dschisja) ab sowie die der Scharia nach vorgeschriebene Todesstrafe für das Vergehen der Apostasie.S. 60 ff., 224 Er ersetzte den islamischen Mond- durch den Sonnenkalender, verbot den Muslimen, die den Hindus heiligen Kühe zu töten, verurteilte die von den Muslimen ausgeübte Sklavenhaltung und unterstützte auch die Pflege der nichtmuslimischen Kultstätten finanziell.S. 61 Persönlich behandelte er Religion in eklektischer Weise.S. 61 Er reiste jährlich zum Schrein des Sufi-Heiligen Muinaddin Tschischti und öffnete unter dem Einfluss des Rationalisten Abulasl eine „Halle der Andacht“, in welcher er religiöse Gespräche mit sunnitischen Ulama, Sufis, Hindus, Zoroastriern, Juden, Jaina und Jesuiten aus Goa führte.S. 61 1582 schuf Akbar die Sekte „Göttlicher Glaube“ (Din-e Ilahi),S. 61 die jedoch unbedeutend blieb.S. 61 ff. Ähnlich wie im jungen Safawiden-Reich bemühte sich auch Akbar darum, die Ulama vom Staat abhängig zu machen.S. 61 Er schuf dafür vielfältige staatliche finanzielle Zuwendungen für die Ulama, forderte für deren Genuss ihre Anwesenheit an seinem Hof und untersagte jegliche Intoleranz.S. 61 Endgültig in seine Ungnade fielen die Ulama, als ihre offiziellen Sprecher um 1570 den Versuch unternahmen, Akbars freigeistigen Freund Abulasl und dessen Familie anzugreifen.S. 61 Seine Nachfolger führten die tolerante eklektische Politik zunächst fort, bis unter Dara Schikoh die reale Gefahr erwuchs, dass eine Verbindung zwischen sufischem und hinduistischem Pantheismus die islamische Orthodoxie in Frage stellt.S. 62
Die theoretische Grundlage des Widerstandes gegen diese religiöse Haltung, der schließlich von Anhängern des Nakschbendija-Orden angeführt wurde, erwuchs vor allem nach dem Eintreffen von Chodscha Baki-billah in Indien.S. 62 Sein Schüler Abd al-Haq aus Delhi, beeinflusste maßgeblich die Reaktion der Ulama. Er entzog sich zunächst dem freigeistigen Hof Akbars durch Rückzug nach Mekka, ließ sich dann zwar zurückrufen, doch verfasste er die Grundzüge einer gelehrten Gegenoffensive unter besonderer Berücksichtigung der Überlieferungen.S. 62 Noch wichtiger wurde sein Schüler Scheich Ahmed Sirhindi, der mit Hilfe des Sufismus die Muslime wieder an den Koran heranführte und das pantheistische Postulat der „Allgegenwärtigkeit Gottes“ „widerlegte“ und den Sufismus modifizierte.S. 62 ff. Zwar büßte er seinen Vorschlag an den Nachfolger Akbars –Jahangir – den Staat nach den Vorschriften der Scharia auszurichten, noch mit dem Gefängnis, doch war der Nachfolger von Dara Schikoh – Aurangzeb – den Ulama und der Anhängerschaft Ahmed Sirhindis zugeneigt und ersetzte die eklektische Politik durch ein orthodoxes und uniformes Regiment.S. 63, 114 Er zerstörte nach 1669 viele hinduistische Tempel, führte 1679 die Dschisja wieder ein, reetablierte den islamischen Mondkalender, stärkte die Anwendung der Scharia, erschwerte das Studium pantheistischer Ideologien und veranlasste eine umfassende Gesetzessammlung der hanefitischen Rechtsschule (Fatawa-i Alamgiri), auf deren Basis das Mogulreich in eine islamische Theokratie überführt wurde.S. 63

#### Die Ulamā im Osmanischen Reich

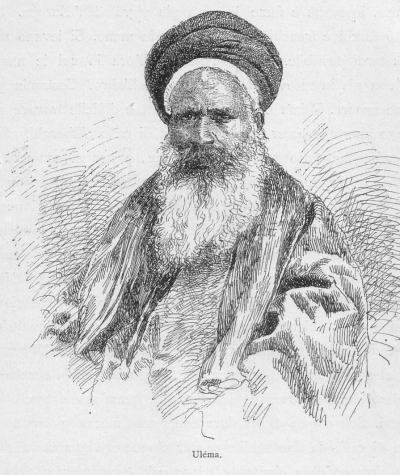
Osmanischer Alim aus dem Jahre 1878

Nach der Eroberung Konstantinopels 1453 festigte sich das Selbstbewusstsein des Osmanischen Reichs als Großmacht. Damit ging das Bedürfnis einher, die neu erlangte Vormachtstellung auch religiös zu legitimieren. Dies wurde einerseits durch die Einbindung der Religionsgelehrten in das politische System erreicht, andererseits durch eine umfangreiche und selektive Aneignung der Vergangenheit im Rahmen der osmanischen Geschichtsschreibung des 15. und 16. Jahrhunderts, beispielsweise bei Ibn Zunbul oder Eyyubi, die die Taten der osmanischen Sultane am Idealbild des islamischen Glaubenskämpfers (Ghāzī) orientiert darstellten und somit islamisch „überformten“.
Mehmed II. gründete islamische Hochschulen, die sahn-ı şeman oder „acht Hochschulen“, in denen Rechtsgelehrte ausgebildet wurden. Seit der Eroberung des ägyptischen Mamlukensultanats 1517 ist dokumentiert, wie der osmanische Staat dazu überging, der traditionellen islamischen Gelehrtenschaft eine eigene Hierarchie von „offiziellen Reichsgelehrten“ voranzustellen, die vom Staat eingesetzt und besoldet wurden. Traditionell hatten die Muftis die Erlaubnis zur selbständigen Normenfindung und zum Erstellen von Rechtsgutachten (Fetva) zum Ende ihrer Ausbildung von ihrem jeweiligen Lehrer erhalten. Im Osmanischen Reich wurde eine formelle Ernennung per Sultansdekret zur Voraussetzung, fetvas auszusprechen. Im 17. Jahrhundert benutzte der Chronist al-Hamawi den Ausdruck „sultanische Muftischaft“ (al-ifta' al-sultani) um die offiziell ernannte Leiterschaft von jenen Rechtsgelehrten abzugrenzen, die den traditionellen Bildungsweg durchlaufen hatten. Zeitgenössische Autoren bezeichnen die osmanischen Rechtsgelehrten als „Hanafiten von Rūm [des Osmanischen Reichs]“ (Rūmi ḫānāfi), „Gelehrtenschaft von Rūm“ (ʿulamā'-ı rūm) oder „Gelehrtenschaft des Hauses Osman“ (ʿulamā' al-dawla al-ʿUthmaniyyā). Oberster islamischer Rechtsgelehrter und Haupt der Gelehrtenschaft wurde der Schaich al-Islām (Şeyhülislam) in Istanbul. Über diese, nunmehr von der Reichsverwaltung abhängigen, Religionsbeamten konnte der Sultan größeren Einfluss auf die ʿUlamā' ausüben, obwohl er selbst weiterhin nach islamischem Rechtsverständnis der Scharia (türkisch Şeriat) unterworfen blieb. Selbst der Schaich al-Islām war vom Sultan abhängig; sein Amt wird, wie das der Muftis, als „Dienst“ (hizmet) oder „Rang“ (rütbe oder paye) bezeichnet, zu dem der Kandidat ernannt oder erhoben wird. Gelegentlich nutzten die Sultane ihre Macht aus: 1633 ließ Sultan Murad IV. den Schaich al-Islām Ahīzāde Ḥüseyin Efendi hinrichten, 1656 wurde Schaich al-Islām Ḥocazāde Mesʿud Efendi von Sultan Mehmed IV. zum Tod verurteilt. Als İlmiye gehörten die Reichsgelehrten dem osmanischen Elitestand der Askerî an, und genossen unter anderem das Privileg der Steuerfreiheit.
Die literarischen Genres der „Gelehrtenrangfolge“ (türkisch tabaḳat, von arabisch ṭabaqāt) und der biografischen Lexika (türkisch Eş-şakaiku’n, von arabisch As-Shaqa'iq) ließen mittels der Zusammenstellung von Gelehrtenbiografien eine in sich schlüssige Tradition der Lehre und Struktur der osmanischen Reichsgelehrtenschaft entstehen. Das Werk des Schaich al-Islām Kemālpaşazade (gest. 1534) „Abhandlung über die Rangfolge der Mudschtahid“ (Risala fi ṭabaqāt al-mujtahidiīn) wurde bis ins 18. Jahrhundert immer wieder zitiert und gelegentlich auch in andere Sprachen übersetzt. Kınalızāde ʿAli Çelebi (gest. 1572) erstellte in seiner „Genealogie der hanafitischen Rechtsschule“ (Ṭabaqāt al-Ḥanafiyya) eine lückenlose Überlieferungskette von Abū Hanīfa bis zum osmanischen Schaich al-Islām Kemālpaşazade. Kınalızāde schreibt, dass sein Werk nicht nur als Geschichte der hanafitischen Madhhab verstanden werden solle, sondern ausdrücklich, um bei eventuellen Lehrstreitigkeiten innerhalb der Rechtsschule zu Rate gezogen zu werden. Damit wird der Zweck deutlich, das hanafitische Rechtsverständnis für die osmanische Reichsgelehrtenschaft zu kanonisieren. Maḥmud b. Süleyman Kefevi (gest. 1582) schließt aus seiner Zusammenstellung Gelehrte und ihre Werke aus, die nicht dem osmanisch-hanafitischen Rechtsverständnis entsprechen, und betont so das Lehrmonopol der reichsosmanischen Rechtsschule, die in der modernen Osmanistik als osmanischer Islam bezeichnet wird.
Das erste und bedeutsamste biografische Lexikon (türkisch Eş-şakaiku’n, von arabisch Al-Shaqa'iq) war „Anemonengarten der [Religions]gelehrten der Osmanischen Herrschaft“ (Al-shaqa'iq al-nuʿmāniyya fi ʿulamā' al-dawla al-ʿUthmaniyyā) von Aḥmād b. Muṣṭafā Taşköprüzāde (gest. 1561). Der Begriff „al-nuʿmāniyya“ (wörtlich: Anemonen) ist als eine direkte Anspielung auf die Nuʻmani-Bruderschaft, den in der hanafitischen Madhhab gebräuchlichen Eigennamen der osmanischen gelehrten Elite, zu verstehen. In Taşköprüzādes Werk orientieren sich die Biografien an den Regierungszeiten der osmanischen Sultane. Er verbindet somit die islamische Gelehrsamkeit mit der Geschichte der osmanischen Herrscherdynastie, „denn unter dem Schatten ihrer Herrschaft („dawla“) ist dieses Werk zusammengestellt worden“. Um dies noch stärker zu betonen, schrieb er in klassischer arabischer Sprache. Noch zu Taşköprüzādes Lebzeiten entstanden türkische Übersetzungen: 1560 die des Belgradlı Muhtesibzade Muhammed Haki unter dem Titel Hada’iq al-Rayhan; gleichzeitig entstand eine Übersetzung von Aşık Çelebi. Weitere Bearbeitungen folgten im 16. Jahrhundert, beispielsweise 1586 von Muḥammad al-Madschdî.
Andere Gelehrte verfassten Fortsetzungen zu Taşköprüzādes Werk. Aşık Çelebi widmete seine „Fortsetzung“ (Dhayl al-Shaqa’iq) dem Großwesir Sokollu Mehmed Pascha. Ali ben Bali Cevheri (1527–1584) bezeichnet sein Werk „Die Perlenreihe der Würdenträger Rumeliens“ (al-ʻIqd al-Manzum fi Dhikr Afazil al-Rum) ausdrücklich als Fortsetzung zu Taşköprüzāde, dem er als „Prunkstück der Kette“ einen prominenten Platz in der Reihe der osmanischen ʿUlamā' zuweist. Ali ben Bali folgt der von Taşköprüzāde vorgegebenen Anordnung der Biografien nach den Regierungszeiten der Sultane. Auch er schrieb in elegantem Arabisch und zitiert Gedichte und Texte der vorgestellten Gelehrten, um ihren Rang in der arabisch-islamischen Literatur zu betonen.
Die Entwicklung des Islams zu einem Instrument der Staatsraison des Osmanischen Reiches ist verbunden mit Sultan Süleyman I. und seinem Kazasker und späteren Schaich al-Islām Mehmed Ebussuud Efendi. Ebussuud Efendi erstellte ein reichsweit gültiges Gesetzbuch (kanunnāme), in dem er das osmanische Recht aus dem Islamischen Recht nach der hanafitischen Rechtsschule ableitete: Verfügungen auf Grundlage der Rechtsgutachten (Fatwa) islamischer Rechtsgelehrter waren nur schwer angreifbar und konsolidierten die Regentschaft des Sultans.S. 23 Ebussuud begründete beispielsweise die Notwendigkeit von Staatseigentum und die Erhöhung der Steuerlast mit dem Erhalt und dem notwendigen Schutz des allen Muslimen gemeinsam zustehenden Eigentums.

### Die Ulama im 19. Jahrhundert
Im Osmanischen Reich blieb die ʿUlamā' zu Beginn des 19. Jahrhunderts zunächst eine wichtige politische Einflussgröße: Ein Versuch Sultan Selims III., das moderner Kriegführung nicht mehr gewachsene osmanische Heer zu reformieren, scheiterte nicht zuletzt am Widerstand der ʿUlamā'. Sein Nachfolger, Sultan Mahmud II. (reg. 1808–1839) konnte die dringend notwendige Armeereform durchführen, indem er die neuen, nach europäischem Vorbild organisierten Truppenteile „Siegreiche Armee Mohammeds“ (Asâkir-i Mansure-i Muhammediye) nannte. Auf diese Weise konnte er dem Vorwurf des Glaubensabfalls entgegentreten und sich die Unterstützung der Religionsgelehrten sichern. Die Reformen Mahmuds II. ließen im Reich eine neue Elite entstehen, die der Sprachen und politischen und gesellschaftlichen Bräuche Westeuropas kundig war. Als der politische und wirtschaftliche Druck Europas sich im Verlauf des 19. Jahrhunderts immer stärker auszuwirken begann, waren es diese Menschen, die Mahmuds Reformen fortsetzten und eine neue Epoche im Osmanischen Reich mit einleiteten. Der Einfluss der Religionsgelehrten wurde schrittweise vermindert und umgangen: Ein neu eingerichtetes Ministerium für religiöse Stiftungen kontrollierte die Finanzen der Vakıf-Stiftungen. Somit war der Gelehrtenschaft die Kontrolle über bedeutende Finanzmittel entzogen, was ihre Möglichkeiten, politischen Einfluss zu nehmen, einschränkte.
In Persien bzw. Iran gelang es der persischen Kadscharendynastie, vor allem dem fast zeitgleich zu den osmanischen Sultanen der Reformzeit, Abdülmecid I. und Abdülaziz, regierenden Nāser ad-Din Schah (reg. 1848–1896) nicht, eine den osmanischen Verhältnissen entsprechende zentrale Kontrolle über die Geistlichkeit zu erlangen. Verglichen mit der sunnitischen Ulama war es den schiitischen Religionsgelehrten möglich, beträchtlich stärkeren politischen Einfluss auf ihre Anhängerschaft auszuüben. Da sie weiter uneingeschränkt über das Einkommen aus den religiösen Stiftungen und zusätzlich aus der muslimischen Zakāt-Steuer verfügen konnten, standen ihnen auch die finanziellen Mittel zur Verfügung, um politisch unabhängig teils gegen die Regierung des Schahs zu handeln. Besonders deutlich wirkte sich die politische Stellung der schiitischen Geistlichkeit während der sogenannten islamischen Revolution 1979 in Iran aus.

## Die Rolle der Ulama in der Moderne
Die zweite Hälfte des 20. Jahrhunderts war gekennzeichnet durch einen signifikanten Verlust von Autorität und Einfluss der Ulama in den meisten islamischen Staaten, von Saudi-Arabien und Iran abgesehen. Viele säkulare arabische Regierungen versuchten, den Einfluss der Ulama nach ihrer Machterlangung zu beschneiden. Religiöse Institutionen wurden verstaatlicht und das Prinzip der waqf, der wohltätigen Stiftungen, das die klassische Einkommensquelle für die Ulama bildete, wurde abgeschafft. 1961 wurde die al-Azhar-Universität durch das ägyptische Nasser-Regime unter direkte staatliche Kontrolle gestellt. „Die Azharis werden sogar in Uniformen gesteckt und müssen unter dem Befehl von Armeeoffizieren paradieren.“
In der Türkischen Republik wurde 1924 unter Mustafa Kemal Atatürk das Diyanet İşleri Başkanlığı (Präsidium für Religionsangelegenheiten, kurz Diyanet) gegründet. Dieses löste die traditionelle osmanische Institution des Şeyhülislam ab und ist bis heute die direkt dem Präsidenten unterstellte oberste religiöse Instanz der Türkei. Ab 1925 wurden die traditionellen Derwischkonvente und Koranschulen aufgelöst und durch staatlich kontrollierte Predigerschulen ersetzt. Berühmte Konvente wie beispielsweise derjenige des Mevlevi-Ordens in Konya wurden säkularisiert und in Museen umgewandelt.
Nach der Erringung der Unabhängigkeit Algeriens beraubte Präsident Ben Bella ebenfalls die algerischen Ulama ihrer Macht.
Islamwissenschaftler wie Kepel sprechen davon, dass der Niedergang des Einflusses der Ulama ein Vakuum hinterlassen hat, das durch das Aufkommen islamistischer Bewegungen in den 1970er Jahren gefüllt wurde.
Als in den 1980er und 1990er Jahren in Pakistan die innerislamische Auseinandersetzung zwischen sektiererischen Sunniten und Schiiten eskalierte, verkörperten islamische Organisationen die religiös-politischen Fronten und verbreiteten ihre Ideen über die von ihnen unterhaltenen Schulen. Absolventen (Talib) nordpakistanischer Madaris wie Mullah Omar spielten eine Rolle bei der Errichtung des afghanischen Taliban-Regimes und in der Entwicklung des islamistischen Terrorismus. Unter dem Eindruck des islamistischen Terrors geriet das traditionelle islamische Bildungssystem mit seinen Gelehrten in der westlichen Welt generell in Verruf.
Das privat, oft von ausländischen Hilfsorganisationen, finanzierte Madrasa-System bleibt für die Mehrzahl der Menschen in den ärmeren islamischen Ländern bis heute immer noch der einzige Zugang zu Bildung und einem begrenzten sozialen Aufstieg. Vor allem saudi-arabische Hilfsorganisationen nutzen die von ihnen unterhaltenden Madaris zur Verbreitung der wahhabitischen Lehre, während die schiitischen Madaris dem Einfluss der Islamischen Republik Iran unterliegen. Die fehlende staatliche Aufsicht über die Bildungsinstitutionen und Lehrpläne der Madaris und die oft unzureichende Qualifikation ihres Lehrpersonals bleiben ebenso problematisch wie die ideologische Indoktrination und die späteren beruflichen Aussichten der Madrasa-Absolventen.